# Награды Абхазии
Награды Абхазии — совокупность государственных и ведомственных почётных званий, орденов, медалей, крестов, знаков отличия и премий частично признанной Республики Абхазия.
Государственные награды и почётные звания Республики Абхазия являются высшей формой поощрения граждан за выдающиеся заслуги в защите Отечества, государственном строительстве, общественно-политическом, социально-экономическом и культурном развитии Республики Абхазия, а также за иные выдающиеся заслуги перед государством и обществом.

## История
Система наград Республики Абхазия была сформирована Постановлением Верховного Совета Республики Абхазия от 4 декабря 1992 года. Первыми наградами стали: медали «Аҧсны афырхаҵа» (Герой Абхазии) и «Агумшараз» (За Отвагу), а также орден Леона.
Их эскизы подготовил художник, автор государственного флага республики Валерий Гамгия.
Вплоть до начала 2000-х годов новые награды не вводились. 10 января 2002 года был учреждён орден «Ахьдз-апша» (Честь и слава), который имеет три степени. Первая степень является высшим орденом республики Абхазия.
В октябре 2007 года, парламентом Абхазии, для награждения военнослужащих Вооруженных сил Республики Абхазия и других силовых структур, был учреждён орден «Афырхаҵаразы» (Орден Мужества).
В настоящее время права в отношении наград регулируются Законом Республики Абхазия от 23 июня 2005 года № 1064-с-XIV «О государственных наградах и почётных званиях Республики Абхазия».
Награждения производятся указами Президента Республики Абхазия, по представлению комиссии при президенте Абхазии по государственным наградам.
Наградами Абхазии могут награждаться как граждане самой Абхазии, так и иностранные граждане.

## Перечень государственных наград

### Высшее звание
| Изображение награды | Наименование награды                                                     | Дата учреждения     | Правила награждения |
| ------------------- | ------------------------------------------------------------------------ | ------------------- | --- |
|                     | Звание «Герой Абхазии» (Аҧсны афырхаҵа) --- Золотая медаль Героя Абхазии | 4 декабря 1992 года | Звание «Герой Абхазии» является высшей степенью отличия и присваивается за личные или коллективные заслуги перед Республикой Абхазия, связанные с совершением геройского подвига. Звание «Герой Абхазии» может присваиваться и лицам, не являющимся гражданами Республики Абхазия. Герою Абхазии вручается знак особого отличия — золотая медаль с надписью на абхазском языке «Аҧсны афырхаҵа» (Герой Абхазии). Золотая медаль «Герой Абхазии» носится на левой стороне груди и располагается выше других наград. |

### Ордена
| Изображение награды | Наименование награды                           | Дата учреждения     | Правила награждения |
| ------------------- | ---------------------------------------------- | ------------------- | --- |
|                     | Орден «Честь и слава» (Ахьдз-апша) I степени   | 10 января 2002 года | Орденом «Ахьдз-Апша» I степени: - награждаются граждане Республики Абхазия за исключительные заслуги перед Республикой Абхазия, коренным образом повлиявшие на судьбу народа и государства; - могут награждаться иностранные граждане за исключительные заслуги перед своими народами, а также видные военные, общественно-политические деятели, внесшие вклад в укрепление мира и стабильности, деятели науки, культуры и искусства, творчество которых получило международное признание. |
|                     | Орден «Честь и слава» (Ахьдз-апша) II степени  | 10 января 2002 года | Орденом «Ахьдз-Апша» II степени: - награждаются военные, государственные, общественные, политические деятели, а также деятели науки, культуры и искусства Республики Абхазия, внесшие значительный вклад в развитие Республики Абхазия, укреплении мира, проявившие полководческий талант при защите родины, а также получившие народное признание; - могут награждаться иностранные граждане, внесшие значительный вклад в развитие своих государств, укреплении мира и дружественных отношений между народами, получившие признание в своих государствах.                                                                           |
|                     | Орден «Честь и слава» (Ахьдз-апша) III степени | 10 января 2002 года | Орденом «Ахьдз-Апша» III степени: - награждаются граждане Республики Абхазия за проявленное мужество в ходе боевых действий по защите Республики Абхазия, укреплении обороноспособности и безопасности государства, а также видные государственные, политические и общественные деятели, деятели науки, культуры, искусства и спорта; - могут награждаться иностранные граждане за заслуги перед своими народами, которые определены статутом для граждан Республики Абхазия. |
|                     | Орден Леона                                    | 4 декабря 1992 года | Награждение орденом Леона производится за: - подвиги, совершённые в боевой обстановке с явной опасностью для жизни; - выдающееся руководство боевыми операциями воинских подразделений и проявленные при этом особые храбрость и мужество; - особую храбрость, проявленную при обеспечении государственной безопасности Республики Абхазия, в условиях, сопряженных с риском для жизни; - успешные боевые действия воинских подразделений, которые одержали, несмотря на упорное сопротивление противника, победу или нанесли ему крупное поражение, либо способствовали успеху абхазских войск в выполнении крупной боевой операции. |
|                     | Орден Мужества (Афырхаҵаразы)                  | Октябрь 2007 года   | Орден Мужества учреждён для награждения военнослужащих Вооруженных сил Республики Абхазия, сотрудников других силовых ведомств и подразделений (в том числе иностранных граждан и лиц без гражданства): за особую отвагу, самоотверженность и мужество, другие заслуги, проявленные при исполнении воинского и служебного долга. Награждение орденом Мужества производится указом Президента Республики Абхазия по представлению командиров воинских частей и подразделений, с одобрения Министра обороны Республики Абхазия (руководителей иных силовых ведомств).                                                                   |

### Медали
| Изображение награды | Наименование награды           | Дата учреждения     | Правила награждения |
| ------------------- | ------------------------------ | ------------------- | --- |
|                     | Медаль «За отвагу» (Агумшараз) | 4 декабря 1992 года | Медаль «За отвагу» (Агумшараз) является военной государственной наградой Республики Абхазия. Награждение медалью «За отвагу» производится за личное мужество и отвагу, проявленные: в боях с врагами Республики Абхазия при защите государственной границы Республики Абхазия при исполнении воинского долга в условиях, сопряженных с риском для жизни. Медаль «За отвагу» (Агумшараз) носится на левой стороне груди и располагается после государственных орденов Республики Абхазия. |
|                     | Медаль «За Победу» (Аиааираз)  | 4 декабря 1992 года | Медаль «За Победу» (Аиааираз) является государственной наградой Республики Абхазия учреждённой Постановлением Верховного Совета Республики Абхазия от 4 декабря 1992 года. Первоначально медалью планировалось награждать командиров подразделений абхазской армии за одержанную их подразделениями победу в сражениях. По новому положению, медалью «За Победу» (Аиааираз) награждаются лица, принимавшие непосредственное участие в боях, а также работники тыла в период Отечественной войны народа Абхазии 1992—1993 годов. Первые награждения медалью состоялись в сентябре 2018 года и были приурочены к 25-летию Победы в Отечественной войне... Награждение медалью «За Победу» может быть произведено посмертно. |

### Почётные звания
| Изображение награды | Наименование награды                                                                                                 | Дата учреждения | Правила награждения |
| ------------------- | --- | --------------- | --- |
|                     | Почётное звание «Почётный гражданин Республики Абхазия» ––– (Нагрудный знак «Почётный гражданин Республики Абхазия») | *               | Почётное звание «Почётный гражданин Республики Абхазия» присваивается иностранным гражданам и лицам без гражданства, получившим известность в Республике Абхазия в связи с общественной, благотворительной, культурной, научной, хозяйственной, а также иной деятельностью с выдающимися результатами для Республики Абхазия. |
|                     | Почётные звания за заслуги в профессиональной деятельности с приставкой «Народный»                                   | *               | В настоящее время учреждены следующие почётные звания: - Народный артист Республики Абхазия; - Народный писатель Республики Абхазия; - Народный поэт Республики Абхазия; - Народный художник Республики Абхазия. |
|                     | Почётные звания за заслуги в профессиональной деятельности с приставкой «Заслуженный»                                | *               | В настоящее время учреждены следующие почётные звания: - Заслуженный учитель Республики Абхазия; - Заслуженный артист Республики Абхазия; - Заслуженный врач Республики Абхазия; - Заслуженный журналист Республики Абхазия; - Заслуженный работник культуры Республики Абхазия; - Заслуженный работник физической культуры Республики Абхазия; - Заслуженный работник высшей школы Республики Абхазия; - Заслуженный деятель науки Республики Абхазия. |

### Государственные премии
- Государственная премия имени Д. И. Гулиа в области литературы, искусства и архитектуры, с 1967
- Государственная премия имени Г. А. Дзидзария в области науки и техники, с 2005

## Перечень основных наград государственных органов

### Медали
| Изображение награды | Наименование награды                                                                 | Дата учреждения | Правила награждения |
| ------------------- | ------------------------------------------------------------------------------------ | --------------- | --- |
|                     | Медаль «За воинскую доблесть» (Аруао хьзырхэага)                                     | *               | Медаль Министерства обороны Республики Абхазия «Аруао хьзырхэага» «За воинскую доблесть» учреждена для награждения как военнослужащих Вооруженных сил Республики Абхазия, так и военнослужащих и граждан других государств: - за отличные показатели в боевой подготовке; - за особые отличия при несении боевой службы, на учениях и маневрах; за отвагу, самоотверженность, и другие заслуги, проявленные при исполнении воинского долга; - за оказание интернациональной помощи в укреплении обороноспособности Республики Абхазия. Награждение медалью «Аруаю хьзырхэага» производится приказом Министра обороны Республики Абхазия по представлению командиров воинских частей и подразделений. |
|                     | Медаль «Участнику миротворческой миссии в Абхазии»                                   | *               | Медалью Министерства Обороны Республики Абхазия «Участнику миротворческой миссии в Абхазии» награждаются военнослужащие и лица гражданского персонала Коллективных сил по поддержанию мира (КСПМ) СНГ, миссии Организации Объединённых Наций (МООНГ), Министерства Обороны Республики Абхазия: - за отличия, отвагу и самоотверженность, проявленные в ходе миротворческой операции в Республике Абхазия; - за успешное руководство действиями подчиненных при проведении миротворческой операции в Республике Абхазия; - за самоотверженный труд и большой личный вклад в выполнение задач миротворческой операции в Республике Абхазия. Награждение медалью «Участнику миротворческой миссии в Абхазии» производится приказом Министерства Обороны Республики Абхазия по представлению командования КСПМ СНГ, МООНГ, министерств и ведомств. |
|                     | Медаль «За поддержание мира в Абхазии»                                               | *               | Медаль Министерства Обороны Республики Абхазия «За поддержание мира в Абхазии» учреждена для награждения за личное мужество и отвагу, большой вклад в сохранении мира и стабильности в Абхазии. Медалью «За поддержание мира в Абхазии» награждаются военнослужащие и гражданский персонал КСПМ СНГ, МООНГ, Министерства Обороны Республики Абхазия. Медалью «За поддержание мира в Абхазии» могут награждаться также военнослужащие и гражданский персонал Министерств и ведомств, как Абхазии, так и других государств. Награждение медалью «За поддержание мира в Абхазии» производится приказом Министерства Обороны Республики Абхазия по представлению командования КСПМ СНГ, МООНГ, министерств и ведомств. |
|                     | Медаль «За освобождение Кодора»                                                      | *               | Медаль Министерства обороны Республики Абхазия «За освобождение Кодора» учреждена для награждения как военнослужащих Вооруженных сил Республики Абхазия, так и других государств за отвагу, самоотверженность и мужество, проявленные при освобождении Верхнего Кодора от грузинских оккупантов 9-12 августа 2008 года. Награждение Медалью «За освобождение Кодора» производится приказом Министра обороны Республики Абхазия по представлению командиров воинских частей и подразделений. Медаль «За освобождение Кодора» носится награждённым на левой стороне груди и располагается после государственных наград Республики Абхазия в соответствии с правилами ношения военной формы. |
|                     | Медаль «За боевое содружество»                                                       | *               | Медалью Министерства Обороны Республики Абхазия «За боевое содружество награждаются военнослужащие и лица гражданского персонала Вооружённых Сил Республики Абхазия за заслуги в формировании и реализации политики в области международного военного сотрудничества и военно-технического сотрудничества Республики Абхазия с иностранными государствами и международными организациями, а также другие граждане Республики Абхазия и иностранные граждане, оказывающие содействие в решении задач, возложенных на Вооруженные силы Республики Абхазия. Награждение медалью «За боевое содружество» производится приказом Министра обороны Республики Абхазия по представлению командиров воинских частей и подразделений. |
|                     | Медаль «За безупречную службу» (Ауалцшьа еырцшыгала анагзаразы) I, II и III степеней | *               | Медаль Министерства Обороны Республики Абхазия «Ауалцшьа еырцшыгала анагзаразы» («За безупречную службу») учреждена для награждения военнослужащих Вооруженных сил Республики Абхазия за добросовестную службу, имеющих соответствующую выслугу лет в календарном исчислении. Медаль состоит из трех степеней: - I степени — для награждения военнослужащих, проходящих военную службу не менее 20 лет в ВС Республики Абхазия; - II степени — для награждения военнослужащих, проходящих военную службу не менее 15 лет в ВС Республики Абхазия; - III степени — для награждения военнослужащих, проходящих военную службу не менее 10 лет в ВС Республики Абхазия. Высшей степенью медали является I степень. Награждение медалью производится последовательно от низшей степени к высшей. Награждение медалью более высокой степени не допускается без получения награждаемым медали предыдущей степени. Награждение медалью производится приказом Министра обороны по представлению командования войсковых частей и подразделений. |
|                     | Медаль «10 лет миротворческой миссии в Абхазии»                                      | 2004 год        | Медалью Министерства Обороны Республики Абхазия «10 лет миротворческой миссии в Абхазии» награждались состоящие на 1 июня 2004 года на действительной военной службе военнослужащие Миротворческих сил в Республике Абхазия, добросовестно исполняющие свои воинские обязанности и прослужившие в Миротворческих силах на территории Республики Абхазия не менее пяти лет, служащие и гражданский персонал КСПМ СНГ, МООНГ, Министерства Обороны Республики Абхазия, осуществляющие руководство Миротворческой операцией, а также сотрудники других структур за активное участие в мероприятиях по установлению и поддержанию мира. Медалью также награждались сотрудники иностранных и международных учреждений, представители государственных органов, органов власти и местного самоуправления, средств массовой информации, общественных организаций, а также граждане, принимавшие активное участие в Миротворческой миссии или оказавшие поддержку мероприятиям по сохранению мира в Республике Абхазия.                         |
|                     | Медаль «За доблесть в службе» МВД Абхазии                                            | *               | Согласно Положению медалью Министерства внутренних дел Республики Абхазия «За доблесть в службе» награждаются сотрудники органов внутренних дел Республики Абхазия: - за отличные показатели в оперативно-служебной деятельности; - за активную работу по охране общественного порядка и борьбе с преступностью; - за отвагу, самоотверженность и другие заслуги, проявленные при прохождении службы в органах внутренних дел. Награждение медалью «За доблесть в службе» производится приказом Министра внутренних дел Республики Абхазия по представлению начальников территориальных органов внутренних дел. |

### Знаки отличия
| Изображение награды | Наименование награды                                         | Дата учреждения | Правила награждения |
| ------------------- | ------------------------------------------------------------ | --------------- | --- |
|                     | Знак «Участнику Отечественной войны 1992-1993 гг.»           | *               | Знаком Министерства обороны Республики Абхазия «Участнику Отечественной войны 1992-1993 гг.» награждались инвалиды и участники Отечественной войны народа Абхазии 1992-1993 годов, постоянно проживающие на территории Республики Абхазия: - принимавшие в рядах Вооружённых сил Республики Абхазия участие в боевых действиях против грузинских оккупантов; - партизаны, участники подполья и другие лица, награждённые государственными наградами за участие в Отечественной войне 1992-1993 гг. Представления на награждение знаком оформлялись Министерством обороны Республики Абхазия на основании сведений, представленных Министерством труда, занятости и социального обеспечения Республики Абхазия. Решение о награждении знаком принимал Министр обороны Республики Абхазия.                                                   |
|                     | Знак «Ветеран Вооружённых сил Республики Абхазия»            | *               | Знаком Министерства обороны Республики Абхазия «Ветеран Вооружённых сил Республики Абхазия» награждаются за многолетнюю добросовестную службу военнослужащие Вооружённых сил Республики Абхазия, не имеющие дисциплинарных взысканий, общая продолжительность военной службы которых в календарном исчислении составляет 25 лет и более, при увольнении с военной службы: - награждённые государственными наградами Республики Абхазия; - награждённые двумя и более ведомственными наградами Министерства обороны Республики Абхазия. Награждение знаком «Ветеран Вооружённых сил Республики Абхазия» производится приказом должностного лица, осуществляющего увольнение военнослужащего с военной службы, или другим должностным лицом по его поручению, в приказе об увольнении.                                                       |
|                     | Знак «Почётный сотрудник госбезопасности Республики Абхазия» | *               | Знак «Почётный сотрудник госбезопасности Республики Абхазия» — высшая ведомственная награда Службы государственной безопасности Республики Абхазия. Знаком награждаются высокопрофессиональные сотрудники за личные заслуги: - в укреплении безопасности, поддержании в Республики Абхазия норм правопорядка; - в своевременном предотвращении действий со стороны террористических организаций; - в защите прав и свобод граждан республики, с соблюдением принципов всеобщего равенства перед законом; - в борьбе с преступностью и коррупцией; - в защите государственной границы Республики Абхазия. Знаком, награждаются не ранее чем через 20 лет в календарном исчислении с начала осуществления служебной деятельности в органах государственной безопасности и при наличии у награждаемого лица ведомственных наград и поощрений. |